# ベリーベリーサタデー!
『ベリーベリーサタデー!』（very very saturday!）は、2005年4月2日から2007年3月31日まで、関西テレビの制作により、フジテレビ系列で生放送されていたワイドショーである。通称「ベリサタ!」。放送時間は毎週土曜 8:30 - 9:55（JST）。

## 概要
本番組は、1998年から7年間続いた上沼恵美子司会のワイドショー『いつでも笑みを!』の後継番組として2005年4月2日にスタートした。毎週土曜日の8:30 - 9:55（JST）に、フジネットワーク（FNS）による全国ネットで大阪・関西テレビのスタジオから生放送されていた（年末年始については、事前に録画収録したものが放送された）。2006年2月よりハイビジョン制作が開始されたが、音声については、他局の土曜朝のワイド番組が順次ステレオ放送に移行されていく中、唯一モノラル放送を続けていた。
芸能人をゲストにしたトーク中心のいわゆる「大阪制作の土曜朝ワイド」の形式を通していた前番組から変わり、平日を振り返る形式で進行するニュース、スポーツ、芸能情報中心の情報ワイド番組に全面リニューアルされた。番組のコンセプトは「老若男女を問わず誰にでも楽しく見られる情報番組」で、このコンセプトの元に他のテレビ番組ではあまり見かけない大阪弁を話す鈴木杏樹の姿もあった（鈴木は大阪府出身である）。
2006年春の改編で村西利恵が夕方のニュース『FNNスーパーニュースアンカー』に専念するために降板、それまでリポーターとしても出演していた藤本景子に引き継がれた。これを機にスタジオセットやタイトルロゴが大幅にリニューアルされ、番組そのものもロケコーナーとトーク中心の構成となり、徐々に時事の問題の取り扱いを縮小し、以前の「トーク中心の大阪制作の土曜朝ワイド番組」に戻された。また、この改変以降、ロケ企画については在阪局制作の番組にもかかわらず、東京を中心とした関西に縁の無い地でのロケがほとんどとなり、関西でロケが行われることはほぼ皆無となった。
2006年10月7日からは番組内容を一部リニューアルし、レギュラーパネラーに高田純次が加わった。また同時に、時事の問題からは手を引き、トレンド情報をメインとした番組構成となった。

## コーナーの概略
ベリサタ!百貨店
藤本景子が当時話題になっていた様々なアイテムに的を絞り、百貨店なみのバリエーションでモノを紹介していくコーナー。
GO!GO!森三中
森三中の3人が最新トレンドスポットを体験するロケコーナー。
産地直伝〜こんな食べ方あったんだ!〜
産地ならではの食材の料理法を、三瓶や照英がリポートするロケコーナー。
週末LUNCHナビ
食通のゲストに「週末だからこそ食べたいちょっと贅沢なランチ」を紹介してもらうロケコーナーで、黒田知永子がナビゲーターを務めていた。このコーナーには日産自動車のブルーバードシルフィが使われており、コーナーの前後に日産シルフィのCMが流れていた（コーナー前・30" コーナー後・1'30"（オリジナル））。また、このコーナーは番組後半枠に固定されていたため、日産提供枠も「シルフィ」（コメント時は「日産・シルフィ」）名義で後半枠に固定されていた。なお日産は2020年4月4日から「土曜はナニする!?」のスポンサーについており、こちらもロケコーナーでの車両協力を行っているが、提供枠は通常の「NISSAN」名義に変更された。
ベリーベリー○○
毎週、ゲスト1名 （1組） を迎えてトークを展開するゲストトークコーナー。2005年10月22日以降は1回のみ放送された。なお、本コーナー廃止後もパネラーの1人としてゲストを招いていた。
ベリーベリー奥さまニュースランキング
東京の奥様と、大阪の主婦（おばちゃん）が選んだ1週間のニュースをランキング形式で紹介していた。2005年10月15日までのメインのニュースコーナーであった。
今週の宮崎目線
宮崎哲弥がニュース1項目を解説する。かつてはニュースランキングのVTR後のトークに挿入されていたが、2005年10月22日から2006年3月25日まではニュースランキング廃止に伴い単独コーナーとなっていた。
ベリネタ!
「まちゃめちゃ知りたい!」の前身にあたる。最近のニュースや話題を1項目、番組独自の視点で調査。関西テレビの局アナがプレゼンターを務めていた。2005年10月22日から2006年3月25日まで。
ベリ発!最近発表された資料・データをもとに番組独自の視点で調査していた。2005年10月から2006年1月まで。
奥様キャッチ!
主婦層に密着したニュースや話題を1週につき2項目取り上げていた。2006年1月から同年3月まで。
Weeklyベリスポ!
金村義明によるプロ野球解説や、あらゆるスポーツ選手に密着するドキュメント企画などで構成。また、野球シーズンオフはロケによる各種単発企画も組まれていた。2006年3月25日まで。
ジモティ・ぐるめナビ
初期のみに放送。2005年6月まで。
まちゃめちゃ知りたい
まちゃまちゃが藤本景子とともに主婦層の話題や流行をリポートするロケコーナー。2006年4月1日から同年9月30日まで。
ニュースここだけの話
「宮崎目線」と「Weeklyベリスポ!」を統合したコーナー。1週間のニュースやスポーツをVTRで振り返り、ニュースは宮崎が、スポーツは金村が解説する。2006年4月1日から同年9月30日まで。
ごほうびセレクション
「週末LUNCHナビ」の前身に当たるコーナー。2006年4月1日から同年9月30日まで。

## 出演者

### 司会
- 藤井隆
- 鈴木杏樹

### アシスタント・進行
- 村西利恵（関西テレビアナウンサー、放送開始から2006年3月25日まで）
- 藤本景子（関西テレビアナウンサー、2006年4月1日から）

### 出演者
- 高田純次（レギュラー、2006年10月7日から2007年3月31日まで）
- 奈美悦子（準レギュラー）
- 高木美保（準レギュラー）
- 金村義明（プロ野球解説者・コメンテーター、放送開始から2006年9月30日まで）
- 宮崎哲弥（評論家・コメンテーター、放送開始から2006年9月30日まで）

### リポーター
- 森三中 - 「GO!GO!森三中」を担当。
- 三瓶 - 「産地直伝〜こんな食べ方あったんだ！〜」を担当。
- 照英 - 「産地直伝〜こんな食べ方あったんだ！〜」を担当。
- まちゃまちゃ（2006年4月1日から9月30日まで） - 「まちゃめちゃ知りたい」を担当。

### ナビゲーター
- 黒田知永子 - 「週末LUNCHナビ」を担当。

### ナレーター
- 桜井ういよ
- 陰山真寿美
- 吉原ナツキ

## スタッフ
- 構成 - そーたに / 佐久間貴司、根宜利彰、吉村まさひろ、藤田雄一、尻谷よしひろ、野口勉
- 取材ディレクター - 下元元（NET WEB）、小玉和也（IMPACT）、池田博之・森中健寛（10COUNT）、山下伸児（DNS）
- 協力プロデューサー - 奥井剛平・磯塚晋治（吉本興業）、江間浩司・山田剛寛（NET WEB）
- ディレクター - 堀切八郎・東田元・文倉大志・佐野拓水・谷口博邦（KTV）
- プロデューサー - 武藤良博（初代）古市忠嗣（２代目） ともにKTV
- 制作著作 - 関西テレビ放送